# Мансура
Мансура (المنصورة) је град у Египту у гувернорату Дакахлија. Према процени из 2008. у граду је живело 465.375 становника.

## Становништво
Према процени, у граду је 2008. живело 465.375 становника.
| 1986.   | 1996.   | 2006.   |
| ------- | ------- | ------- |
| 317.508 | 369.621 | 450.267 |